# 가헌

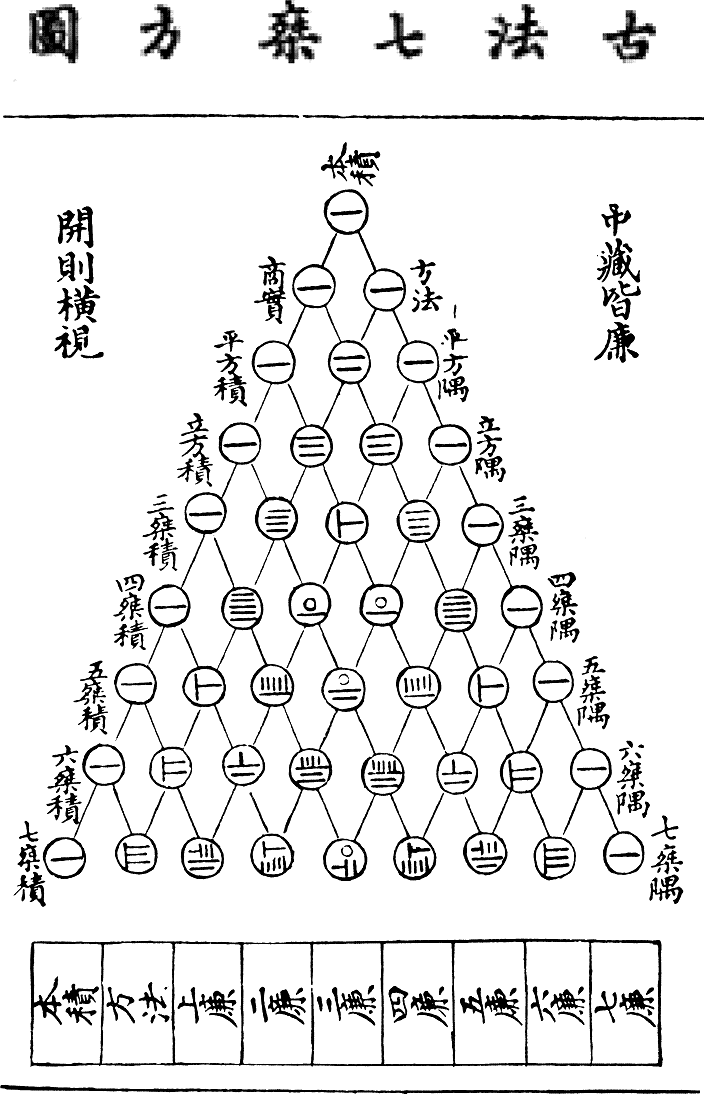

가헌(중국어 간체자: 贾宪, 정체자: 賈憲, 병음: Jiǎ Xiàn 자셴[*], 1010-1070)은 송나라의 수학자이다. 두 권의 수학책 《황제구장산경상해》(黃帝九章算經細草),《석쇄산서》(釋鎖算書)를 썼다고 하지만 전해지지 않는다.

## 생애
송나라의 역사에 따르면 가헌은 환자였다. 수학에 정통해 수학에 관해 많은 책을 썼다. 가헌은 파스칼보다 약 6세기 전인 11세기 중반경에 파스칼의 삼각형(가헌 삼각형)을 설명했다. 가헌은 이를 제곱근과 세제곱근을 추출하는 도구로 사용했다. 석쇄산서라는 제목의 가헌 원본 책이 손실되었다. 그러나 가헌의 방법은 양휘에 의해 자세히 설명되었으며 그는 자신의 출처를 명시적으로 인정했다. "제곱근과 세제곱근을 찾는 나의 방법은 석쇄산서의 가헌 방법을 기반으로 했다." 영락대전의 한 페이지에는 이 역사적인 사실이 보존되어 있다.